# Función zeta de Hurwitz

Visualización compleja de la Función zeta de Hurwitz.

En matemáticas, la función zeta de Hurwitz es una de las muchas funciones zeta. Se la define formalmente para un argumento complejo s y un argumento real q como
{\displaystyle \zeta (s,q)=\sum _{k=0}^{\infty }(k+q)^{-s}.}
Esta sucesión es convergente para q > 0 y Re(s) > 1. Si q es un entero no positivo se supone que los términos en la sucesión con denominador nulo no son considerados. Sin embargo, por lo general uno se limita a 0 < q ≤ 1, lo cual simplifica muchas de las fórmulas aplicables a esta función.
Notar que en realidad no hay nada que evite que la variable q sea compleja (en cuyo caso, Re(q)>0 es una restricción natural, aunque no sea una condición necesaria). Dicha extensión es necesaria para la fórmula de Schwinger para el ritmo de producción de pares de electrones (vide infra).

## Extensión analítica
La función zeta de Hurwitz puede tener una extensión analítica a una función meromórfica definida para todos los números complejos s con s ≠ 1. En s = 1 posee un polo simple con residuo 1. El término constante ésta dado por
{\displaystyle \lim _{s\to 1}\left[\zeta (s,q)-{\frac {1}{s-1}}\right]={\frac {-\Gamma '(q)}{\Gamma (q)}}=-\psi (q)}
donde Γ es la función Gamma y ψ es la función digamma.

## Representación de la sucesión
En 1930 Helmut Hasse encontró la representación en forma de sucesión convergente definida por q > −1 y para todo número complejo s ≠ 1:
{\displaystyle \zeta (s,q)={\frac {1}{s-1}}\sum _{n=0}^{\infty }{\frac {1}{n+1}}\sum _{k=0}^{n}(-1)^{k}{n \choose k}(q+k)^{1-s}.}
Esta sucesión converge uniformemente en un subconjunto compacto del plano s a una función entera. La suma interna debe ser comprendida como la n-ésima diferencia progresiva de {\displaystyle q^{1-s}}; o sea,
{\displaystyle \Delta ^{n}q^{1-s}=\sum _{k=0}^{n}(-1)^{n-k}{n \choose k}(q+k)^{1-s}}
donde Δ es el operador diferencia progresiva. Por lo tanto, es válido que
{\displaystyle \zeta (s,q)={\frac {1}{s-1}}\sum _{n=0}^{\infty }{\frac {(-1)^{n}}{n+1}}\Delta ^{n}q^{1-s}}
{\displaystyle ={\frac {1}{s-1}}{\log(1+\Delta ) \over \Delta }q^{1-s}.}

## Representación integral
La función posee una representación integral en función de la transformada de Mellin. La misma es:
{\displaystyle \zeta (s,q)={\frac {1}{\Gamma (s)}}\int _{0}^{\infty }{\frac {t^{s-1}}{e^{qt}\left(1-e^{-t}\right)}}dt}
para {\displaystyle \Re s>1} y {\displaystyle \Re q>0}.

## Fórmula de Hurwitz
La fórmula de Hurwitz establece el siguiente teorema: 
{\displaystyle \zeta (1-s,x)={\frac {1}{2s}}\left[e^{-i\pi s/2}\beta (x;s)+e^{i\pi s/2}\beta (1-x;s)\right]}
con 
{\displaystyle \beta (x;s)=2\Gamma (s+1)\sum _{n=1}^{\infty }{\frac {\exp(2\pi inx)}{(2\pi n)^{s}}}={\frac {2\Gamma (s+1)}{(2\pi )^{s}}}{\mbox{Li}}_{s}(e^{2\pi ix})}
es una representación del zeta que es válido para {\displaystyle 0\leq x\leq 1} y {\displaystyle s>1}. Donde, {\displaystyle {\mbox{Li}}_{s}(z)} es el polilogaritmo.